# Tomáš Řepka
Tomáš Řepka (Slavičín, 2 gennaio 1974) è un ex calciatore ceco, di ruolo difensore.
È il 7º miglior calciatore ceco del decennio (2000-2010) secondo la rivista ceca Lidové noviny.

## Biografia
Il 24 agosto 2018 è stato arrestato per avere messo dei falsi annunci hot a nome dell'ex moglie. In più occasioni è stato fermato dalla polizia per guida in stato di ebbrezza.

## Carriera

### Club

Řepka (accosciato, secondo da destra) nella Fiorentina vincitrice della Coppa Italia 2000-2001

Ha iniziato la propria carriera professionistica nel 1991 con il Baník Ostrava. Ha militato con il club di Ostrava fino al 1995, anno in cui è passato allo Sparta Praga, dove ha vinto i suoi primi trofei.
Dopo tre stagioni nello Sparta Praga, Repka viene acquistato dalla Fiorentina del neo allenatore Trapattoni, pare su consiglio di Batistuta, che lo ebbe come avversario nella Coppa delle Coppe 1996-97. Repka disputò tre buone stagioni segnando anche una rete nella finale di ritorno Coppa Italia del 1999 contro il Parma, anche se poi il trofeo andò alla squadra ducale. Tuttavia, Repka vincerà la Coppa Italia nella stagione 2000-01, sempre contro il Parma, sotto la guida di Roberto Mancini. Nella stagione 2001-02, il crack finanziario della società toscana rese inevitabile la sua cessione agli inglesi del West Ham nel 2001 per una cifra pari a 5,5 milioni di sterline, allora record personale per la società di Londra. In coppia con Christian Dailly formava la coppia difensiva della squadra, e successivamente venne spostato nel ruolo di terzino destro.
Nel 2006 tornò in Repubblica Ceca, allo Sparta Praga e ne veste la maglia per cinque anni.
Nel dicembre 2011, terminato il suo contratto con il club della capitale ceca, passa alla Dynamo České Budějovice.
In carriera si è distinto per essere un giocatore molto duro in quanto ha ricevuto 20 espulsioni.

### Nazionale
Dopo aver disputato una partita con la Nazionale della Cecoslovacchia nel 1993, dopo la dissoluzione, ha giocato 45 partite con la Nazionale della Repubblica Ceca tra il 1994 e il 2001, disputando anche l'Europeo del 2000. Ha segnato la sua unica rete con la selezione ceca il 9 giugno 1999 nella vittoria per 3-2 contro la Scozia.

## Statistiche

### Cronologia presenze e reti in Nazionale
| Cronologia completa delle presenze e delle reti in nazionale ― Cecoslovacchia | Cronologia completa delle presenze e delle reti in nazionale ― Cecoslovacchia | Cronologia completa delle presenze e delle reti in nazionale ― Cecoslovacchia | Cronologia completa delle presenze e delle reti in nazionale ― Cecoslovacchia | Cronologia completa delle presenze e delle reti in nazionale ― Cecoslovacchia | Cronologia completa delle presenze e delle reti in nazionale ― Cecoslovacchia | Cronologia completa delle presenze e delle reti in nazionale ― Cecoslovacchia | Cronologia completa delle presenze e delle reti in nazionale ― Cecoslovacchia |
| Data                                                                          | Città                                                                         | In casa                                                                       | Risultato                                                                     | Ospiti                                                                        | Competizione                                                                  | Reti                                                                          | Note                                                                          |
| ----------------------------------------------------------------------------- | ----------------------------------------------------------------------------- | ----------------------------------------------------------------------------- | ----------------------------------------------------------------------------- | ----------------------------------------------------------------------------- | ----------------------------------------------------------------------------- | ----------------------------------------------------------------------------- | ----------------------------------------------------------------------------- |
| 16-6-1993                                                                     | Toftir                                                                        | Fær Øer                                                                       | 0 – 3                                                                         | Cecoslovacchia                                                                | Qual. Mondiali 1994                                                           | -                                                                             |                                                                               |
| Totale                                                                        |                                                                               | Presenze                                                                      | 1                                                                             |                                                                               | Reti                                                                          | 0                                                                             |                                                                               |

| Cronologia completa delle presenze e delle reti in nazionale ― Rep. Ceca | Cronologia completa delle presenze e delle reti in nazionale ― Rep. Ceca | Cronologia completa delle presenze e delle reti in nazionale ― Rep. Ceca | Cronologia completa delle presenze e delle reti in nazionale ― Rep. Ceca | Cronologia completa delle presenze e delle reti in nazionale ― Rep. Ceca | Cronologia completa delle presenze e delle reti in nazionale ― Rep. Ceca | Cronologia completa delle presenze e delle reti in nazionale ― Rep. Ceca | Cronologia completa delle presenze e delle reti in nazionale ― Rep. Ceca |
| Data                                                                     | Città                                                                    | In casa                                                                  | Risultato                                                                | Ospiti                                                                   | Competizione                                                             | Reti                                                                     | Note                                                                     |
| ------------------------------------------------------------------------ | ------------------------------------------------------------------------ | ------------------------------------------------------------------------ | ------------------------------------------------------------------------ | ------------------------------------------------------------------------ | ------------------------------------------------------------------------ | ------------------------------------------------------------------------ | ------------------------------------------------------------------------ |
| 23-2-1994                                                                | Istanbul                                                                 | Turchia                                                                  | 1 – 4                                                                    | Rep. Ceca                                                                | Amichevole                                                               | -                                                                        | 78’                                                                      |
| 25-5-1994                                                                | Ostrava                                                                  | Rep. Ceca                                                                | 5 – 3                                                                    | Lituania                                                                 | Amichevole                                                               | -                                                                        |                                                                          |
| 5-6-1994                                                                 | Dublino                                                                  | Irlanda                                                                  | 1 – 3                                                                    | Rep. Ceca                                                                | Amichevole                                                               | -                                                                        | Ammonizione                                                              |
| 17-8-1994                                                                | Bordeaux                                                                 | Francia                                                                  | 2 – 2                                                                    | Rep. Ceca                                                                | Amichevole                                                               | -                                                                        |                                                                          |
| 8-3-1995                                                                 | Brno                                                                     | Rep. Ceca                                                                | 4 – 1                                                                    | Finlandia                                                                | Amichevole                                                               | -                                                                        |                                                                          |
| 29-3-1995                                                                | Ostrava                                                                  | Rep. Ceca                                                                | 4 – 2                                                                    | Bielorussia                                                              | Qual. Euro 1996                                                          | -                                                                        | 71’                                                                      |
| 26-4-1995                                                                | Praga                                                                    | Rep. Ceca                                                                | 3 – 1                                                                    | Paesi Bassi                                                              | Qual. Euro 1996                                                          | -                                                                        |                                                                          |
| 8-5-1995                                                                 | Bratislava                                                               | Slovacchia                                                               | 1 – 1                                                                    | Rep. Ceca                                                                | Amichevole                                                               | -                                                                        |                                                                          |
| 7-6-1995                                                                 | Lussemburgo                                                              | Lussemburgo                                                              | 1 – 0                                                                    | Rep. Ceca                                                                | Qual. Euro 1996                                                          | -                                                                        | 68’                                                                      |
| 16-8-1995                                                                | Oslo                                                                     | Norvegia                                                                 | 1 – 1                                                                    | Rep. Ceca                                                                | Qual. Euro 1996                                                          | -                                                                        |                                                                          |
| 6-9-1995                                                                 | Praga                                                                    | Rep. Ceca                                                                | 2 – 0                                                                    | Norvegia                                                                 | Qual. Euro 1996                                                          | -                                                                        |                                                                          |
| 7-10-1995                                                                | Minsk                                                                    | Bielorussia                                                              | 0 – 2                                                                    | Rep. Ceca                                                                | Qual. Euro 1996                                                          | -                                                                        |                                                                          |
| 24-4-1996                                                                | Praga                                                                    | Rep. Ceca                                                                | 2 – 0                                                                    | Irlanda                                                                  | Amichevole                                                               | -                                                                        | 38’                                                                      |
| 12-3-1997                                                                | Ostrava                                                                  | Rep. Ceca                                                                | 2 – 1                                                                    | Polonia                                                                  | Amichevole                                                               | -                                                                        |                                                                          |
| 2-4-1997                                                                 | Praga                                                                    | Rep. Ceca                                                                | 1 – 2                                                                    | Jugoslavia                                                               | Qual. Mondiali 1998                                                      | -                                                                        |                                                                          |
| 8-6-1997                                                                 | Valladolid                                                               | Spagna                                                                   | 1 – 0                                                                    | Rep. Ceca                                                                | Qual. Mondiali 1998                                                      | -                                                                        | 1’                                                                       |
| 6-9-1997                                                                 | Toftir                                                                   | Fær Øer                                                                  | 0 – 2                                                                    | Rep. Ceca                                                                | Qual. Mondiali 1998                                                      | -                                                                        | 16’                                                                      |
| 11-10-1997                                                               | Praga                                                                    | Rep. Ceca                                                                | 3 – 0                                                                    | Slovacchia                                                               | Qual. Mondiali 1998                                                      | -                                                                        |                                                                          |
| 22-4-1998                                                                | Murska Sobota                                                            | Slovenia                                                                 | 1 – 3                                                                    | Rep. Ceca                                                                | Amichevole                                                               | -                                                                        | 22’                                                                      |
| 21-5-1998                                                                | Kōbe                                                                     | Rep. Ceca                                                                | 1 – 0                                                                    | Paraguay                                                                 | Kirin Cup 1998                                                           | -                                                                        |                                                                          |
| 24-5-1998                                                                | Yokohama                                                                 | Giappone                                                                 | 0 – 0                                                                    | Rep. Ceca                                                                | Kirin Cup 1998                                                           | -                                                                        |                                                                          |
| 27-5-1998                                                                | Seul                                                                     | Corea del Sud                                                            | 2 – 2                                                                    | Rep. Ceca                                                                | Amichevole                                                               | -                                                                        | 87’                                                                      |
| 10-10-1998                                                               | Sarajevo                                                                 | Bosnia ed Erzegovina                                                     | 1 – 3                                                                    | Rep. Ceca                                                                | Qual. Euro 2000                                                          | -                                                                        | 4’                                                                       |
| 14-10-1998                                                               | Teplice                                                                  | Rep. Ceca                                                                | 4 – 1                                                                    | Estonia                                                                  | Qual. Euro 2000                                                          | -                                                                        |                                                                          |
| 18-11-1998                                                               | Londra                                                                   | Inghilterra                                                              | 2 – 0                                                                    | Rep. Ceca                                                                | Amichevole                                                               | -                                                                        |                                                                          |
| 27-3-1999                                                                | Teplice                                                                  | Rep. Ceca                                                                | 2 – 0                                                                    | Lituania                                                                 | Qual. Euro 2000                                                          | -                                                                        | 5’                                                                       |
| 5-6-1999                                                                 | Tallinn                                                                  | Estonia                                                                  | 0 – 2                                                                    | Rep. Ceca                                                                | Qual. Euro 2000                                                          | -                                                                        |                                                                          |
| 9-6-1999                                                                 | Praga                                                                    | Rep. Ceca                                                                | 3 – 2                                                                    | Scozia                                                                   | Qual. Euro 2000                                                          | 1                                                                        |                                                                          |
| 4-9-1999                                                                 | Vilnius                                                                  | Lituania                                                                 | 0 – 4                                                                    | Rep. Ceca                                                                | Qual. Euro 2000                                                          | -                                                                        |                                                                          |
| 8-9-1999                                                                 | Teplice                                                                  | Rep. Ceca                                                                | 3 – 0                                                                    | Bosnia ed Erzegovina                                                     | Qual. Euro 2000                                                          | -                                                                        |                                                                          |
| 9-10-1999                                                                | Praga                                                                    | Rep. Ceca                                                                | 2 – 0                                                                    | Fær Øer                                                                  | Qual. Euro 2000                                                          | -                                                                        |                                                                          |
| 13-11-1999                                                               | Eindhoven                                                                | Paesi Bassi                                                              | 1 – 1                                                                    | Rep. Ceca                                                                | Amichevole                                                               | -                                                                        |                                                                          |
| 23-2-2000                                                                | Dublino                                                                  | Irlanda                                                                  | 3 – 2                                                                    | Rep. Ceca                                                                | Amichevole                                                               | -                                                                        | 46’                                                                      |
| 26-4-2000                                                                | Praga                                                                    | Rep. Ceca                                                                | 4 – 1                                                                    | Israele                                                                  | Amichevole                                                               | -                                                                        |                                                                          |
| 3-6-2000                                                                 | Norimberga                                                               | Germania                                                                 | 3 – 2                                                                    | Rep. Ceca                                                                | Amichevole                                                               | -                                                                        |                                                                          |
| 11-6-2000                                                                | Amsterdam                                                                | Paesi Bassi                                                              | 1 – 0                                                                    | Rep. Ceca                                                                | Euro 2000 - 1º turno                                                     | -                                                                        | 66’                                                                      |
| 16-6-2000                                                                | Bruges                                                                   | Rep. Ceca                                                                | 1 – 2                                                                    | Francia                                                                  | Euro 2000 - 1º turno                                                     | -                                                                        |                                                                          |
| 21-6-2000                                                                | Liegi                                                                    | Rep. Ceca                                                                | 2 – 0                                                                    | Danimarca                                                                | Euro 2000 - 1º turno                                                     | -                                                                        |                                                                          |
| 2-9-2000                                                                 | Sofia                                                                    | Bulgaria                                                                 | 0 – 1                                                                    | Rep. Ceca                                                                | Qual. Mondiali 2002                                                      | -                                                                        |                                                                          |
| 7-10-2000                                                                | Teplice                                                                  | Rep. Ceca                                                                | 4 – 0                                                                    | Islanda                                                                  | Qual. Mondiali 2002                                                      | -                                                                        |                                                                          |
| 11-10-2000                                                               | Ta' Qali                                                                 | Malta                                                                    | 0 – 0                                                                    | Rep. Ceca                                                                | Qual. Mondiali 2002                                                      | -                                                                        | 23’, 50’                                                                 |
| 25-4-2001                                                                | Praga                                                                    | Rep. Ceca                                                                | 1 – 1                                                                    | Belgio                                                                   | Amichevole                                                               | -                                                                        |                                                                          |
| 6-6-2001                                                                 | Teplice                                                                  | Rep. Ceca                                                                | 3 – 1                                                                    | Irlanda del Nord                                                         | Qual. Mondiali 2002                                                      | -                                                                        |                                                                          |
| 6-10-2001                                                                | Praga                                                                    | Rep. Ceca                                                                | 6 – 0                                                                    | Bulgaria                                                                 | Qual. Mondiali 2002                                                      | -                                                                        |                                                                          |
| 10-11-2001                                                               | Bruxelles                                                                | Belgio                                                                   | 1 – 0                                                                    | Rep. Ceca                                                                | Qual. Mondiali 2002                                                      | -                                                                        | 41’                                                                      |
| Totale                                                                   |                                                                          | Presenze                                                                 | 45                                                                       |                                                                          | Reti                                                                     | 1                                                                        |                                                                          |

| Cronologia completa delle presenze e delle reti in nazionale ― Cecoslovacchia under 21 | Cronologia completa delle presenze e delle reti in nazionale ― Cecoslovacchia under 21 | Cronologia completa delle presenze e delle reti in nazionale ― Cecoslovacchia under 21 | Cronologia completa delle presenze e delle reti in nazionale ― Cecoslovacchia under 21 | Cronologia completa delle presenze e delle reti in nazionale ― Cecoslovacchia under 21 | Cronologia completa delle presenze e delle reti in nazionale ― Cecoslovacchia under 21 | Cronologia completa delle presenze e delle reti in nazionale ― Cecoslovacchia under 21 | Cronologia completa delle presenze e delle reti in nazionale ― Cecoslovacchia under 21 |
| Data                                                                                   | Città                                                                                  | In casa                                                                                | Risultato                                                                              | Ospiti                                                                                 | Competizione                                                                           | Reti                                                                                   | Note                                                                                   |
| -------------------------------------------------------------------------------------- | -------------------------------------------------------------------------------------- | -------------------------------------------------------------------------------------- | -------------------------------------------------------------------------------------- | -------------------------------------------------------------------------------------- | -------------------------------------------------------------------------------------- | -------------------------------------------------------------------------------------- | -------------------------------------------------------------------------------------- |
| 21-4-1992                                                                              | Plzeň                                                                                  | Cecoslovacchia under 21                                                                | 1 – 1                                                                                  | Germania under 21                                                                      | Amichevole                                                                             | -                                                                                      |                                                                                        |
| 27-4-1993                                                                              | Frýdek-Místek                                                                          | Cecoslovacchia under 21                                                                | 1 – 1                                                                                  | Galles under 21                                                                        | Qual. Europeo Under-21 1994                                                            | -                                                                                      | 46’                                                                                    |
| 9-3-1994                                                                               | Salerno                                                                                | Italia under 21                                                                        | 3 – 0                                                                                  | Cecoslovacchia under 21                                                                | Europeo Under-21 1994 - Quarti di finale                                               | -                                                                                      |                                                                                        |
| 23-3-1994                                                                              | České Budějovice                                                                       | Cecoslovacchia under 21                                                                | 1 – 0                                                                                  | Italia under 21                                                                        | Europeo Under-21 1994 - Quarti di finale                                               | -                                                                                      | 67’                                                                                    |
| Totale                                                                                 |                                                                                        | Presenze                                                                               | 4                                                                                      |                                                                                        | Reti                                                                                   | 0                                                                                      |                                                                                        |

| Cronologia completa delle presenze e delle reti in nazionale ― Rep. Ceca under 21 | Cronologia completa delle presenze e delle reti in nazionale ― Rep. Ceca under 21 | Cronologia completa delle presenze e delle reti in nazionale ― Rep. Ceca under 21 | Cronologia completa delle presenze e delle reti in nazionale ― Rep. Ceca under 21 | Cronologia completa delle presenze e delle reti in nazionale ― Rep. Ceca under 21 | Cronologia completa delle presenze e delle reti in nazionale ― Rep. Ceca under 21 | Cronologia completa delle presenze e delle reti in nazionale ― Rep. Ceca under 21 | Cronologia completa delle presenze e delle reti in nazionale ― Rep. Ceca under 21 |
| Data                                                                              | Città                                                                             | In casa                                                                           | Risultato                                                                         | Ospiti                                                                            | Competizione                                                                      | Reti                                                                              | Note                                                                              |
| --------------------------------------------------------------------------------- | --------------------------------------------------------------------------------- | --------------------------------------------------------------------------------- | --------------------------------------------------------------------------------- | --------------------------------------------------------------------------------- | --------------------------------------------------------------------------------- | --------------------------------------------------------------------------------- | --------------------------------------------------------------------------------- |
| 13-3-1996                                                                         | Granada                                                                           | Spagna under 21                                                                   | 2 – 1                                                                             | Rep. Ceca under 21                                                                | Europeo Under-21 1996 - Quarti di finale                                          | -                                                                                 | Ammonizione                                                                       |
| 27-3-1996                                                                         | Praga                                                                             | Rep. Ceca under 21                                                                | 1 – 2                                                                             | Spagna under 21                                                                   | Europeo Under-21 1996 - Quarti di finale                                          | -                                                                                 | 48’                                                                               |
| Totale                                                                            |                                                                                   | Presenze                                                                          | 2                                                                                 |                                                                                   | Reti                                                                              | 0                                                                                 |                                                                                   |

## Palmarès

### Club

#### Competizioni nazionali
- Campionato ceco: 4

Sparta Praga: 1996-1997, 1997-1998, 2006-2007, 2009-2010
- Coppa della Repubblica Ceca: 3

Sparta Praga: 1995-1996, 2006-2007, 2008-2009
- Supercoppa della Repubblica Ceca: 1

Sparta Praga: 2010
- Coppa Italia: 1

Fiorentina: 2000-2001